# Thomas Wartmann
Thomas Wartmann (* 1953 in Deutschland) ist ein deutscher Regisseur, Produzent und Drehbuchautor von Dokumentarfilmen.
Wartmann studierte Journalismus in München und Filmregie am American Film Institute in Los Angeles. Als Journalist unternahm er mehrere Reisen für Zeitschriften (u. a. für Geo, Tempo und Merian) durch Asien, Afrika und Südamerika. Er erhielt mehrere Auszeichnungen auf internationalen Filmfestspielen für seine Filme über das UNESCO-Welterbe. Sein erster Kino-Dokumentarfilm Between the Lines – Indiens drittes Geschlecht hatte im August 2005 Weltpremiere.
Heute lebt Wartmann mit seiner Frau und seinen drei Kindern in München.

## Filme
- 1997: Der Geist des Kriegers – Kalarippayat – Die älteste Kampfkunst der Welt
- 1998: Die Suche nach dem 6. Sinn
- 1998: Auf dem Holzweg
- 1999: Tod im Dschungel – Jagd auf Gorillas
- 1999: Dem Unglück auf der Spur
- 1999: Maschinen und Menschen – 2000 Jahre Christentum
- 2002: Geld oder Leben – Die Geschichte des Bankraubs
- 2002: Hinter dem Horizont – Timbuktu und das Nigerdelta
- 2004: Djenné – Stadt am Ufer der Wüste (Reihe Adobe Towns)
- 2004: Yazd – Wüstenoase im Iran (Reihe Adobe Towns)
- 2005: Jenseits von Samarkand – Eine usbekische Liebesgeschichte (Reihe Lebendiges Erbe)
- 2005: Between the Lines – Indiens drittes Geschlecht
- 2006: Mexiko – Totenfest mit Pappmaché und Zuckerguss (Reihe Lebendiges Erbe)
- 2006: Der Andenheiler – Die Naturmedizin der Kallawaya (Reihe Lebendiges Erbe)
- 2007: Das Gold des Himalaja – Nomadenleben in Ladakh
- 2008: Peru – Das Fest des Schneesterns
- 2008 Auf dem Rücken der Pferde – Steppenreiter in Kirgistan
- 2008 Wofür wir stehen. Comwerte – der Film
- 2009 Im Bann der Pferde – Argentinien
- 2010 Kampf um Amazonien – Razzia im Regenwald
- 2010 Copacabana – Die Suche nach dem Glück
- 2011 Über den Inseln Afrikas – Sansibar
- 2011 Über den Inseln Afrikas – Mauritius

## Auszeichnungen (Auszug)
- 1999: Bayerischer Fernsehpreis (Co-Regisseur)
- 2006: Max-Ophüls-Preis
- 2006: Bayerischer Fernsehpreis für Jenseits von Samarkand – Eine usbekische Liebesgeschichte